# Compilador de silici
Un compilador de silici és una eina de programari d'automatització de disseny electrònic que s'utilitza per a la síntesi d'alt nivell de circuits integrats. Aquesta eina pren l'especificació d'un usuari d'un disseny IC com a entrada i genera automàticament fitxers de disseny de circuit integrat (IC) com a sortida per a la fabricació posterior per part de la planta de fabricació de semiconductors o manualment a partir de components discrets. El procés de vegades es coneix com a compilació de maquinari. El compilador de silici pot utilitzar el kit de disseny de processos del proveïdor per a la producció.

## Visió general
La compilació de silici té lloc en tres passos principals:
- Utilitzeu un convertidor C a HDL d'alt nivell
- Converteix un llenguatge de descripció de maquinari com Verilog o VHDL en lògica (normalment en forma de "netlist").
- Col·loqueu portes lògiques equivalents a l'IC. Els compiladors de silici solen utilitzar biblioteques de cel·les estàndard proporcionades pels fabricants perquè no s'hagin de preocupar pel disseny real del circuit integrat i es puguin centrar en la col·locació.
- Encaminant les cel·les estàndard juntes per formar la lògica desitjada.[3]

La compilació de silici va ser descrita per primera vegada l'any 1979 per David L. Johannsen, sota la direcció del seu assessor de tesi, Carver Mead.
Johannsen, Mead i Edmund K. Cheng van fundar Silicon Compilers Inc. (SCI) el 1981.
Edmund Cheng va dissenyar un xip Ethernet Data Link Controller el 1981–82 utilitzant una metodologia de disseny estructurat, per tal d'impulsar el desenvolupament del programari i la biblioteca de circuits a SCI. El projecte va passar del concepte a l'especificació del xip en 3 mesos, i de l'especificació del xip a la cinta en 5 mesos. Fabricat mitjançant un procés NMOS de 3 micres, el xip mesurava 50.600 mils quadrats d'àrea de matriu i es comercialitzava i fabricava en producció en volum el 1983 sota llicència de SCI.
John Wawrzynek de Caltech va utilitzar alguns dels primers compiladors de silici el 1982 com a part del "Yet Another Processor Project" (YAPP), semblant a YACC.
El 1983–84, l'equip SCI va dissenyar i implementar el xip de ruta de dades utilitzat al MicroVAX en set mesos. El xip de ruta de dades de MicroVAX conté tot el processador de 32 bits, excepte el seu magatzem de microcodi i el seqüenciador de magatzem de control, i conté 37.000 transistors. En aquell moment, els xips amb nivells de complexitat similars requerien uns 3 anys per dissenyar-los i implementar-los. Inclosos aquests set mesos, Digital Equipment Corporation va completar el disseny i la implementació del MicroVAX en un any.